# 小行星9894
小行星9894（英語：9894）是一颗围绕太阳公转的小行星。1996年1月23日，小林隆男在大泉天文台发现了此天体。
这颗小行星的绝对星等为283.86529等。